# Dissosteira carolina
Dissosteira carolina är en insektsart som först beskrevs av Carl von Linné 1758.  Dissosteira carolina ingår i släktet Dissosteira och familjen gräshoppor. Inga underarter finns listade i Catalogue of Life.

## Bildgalleri

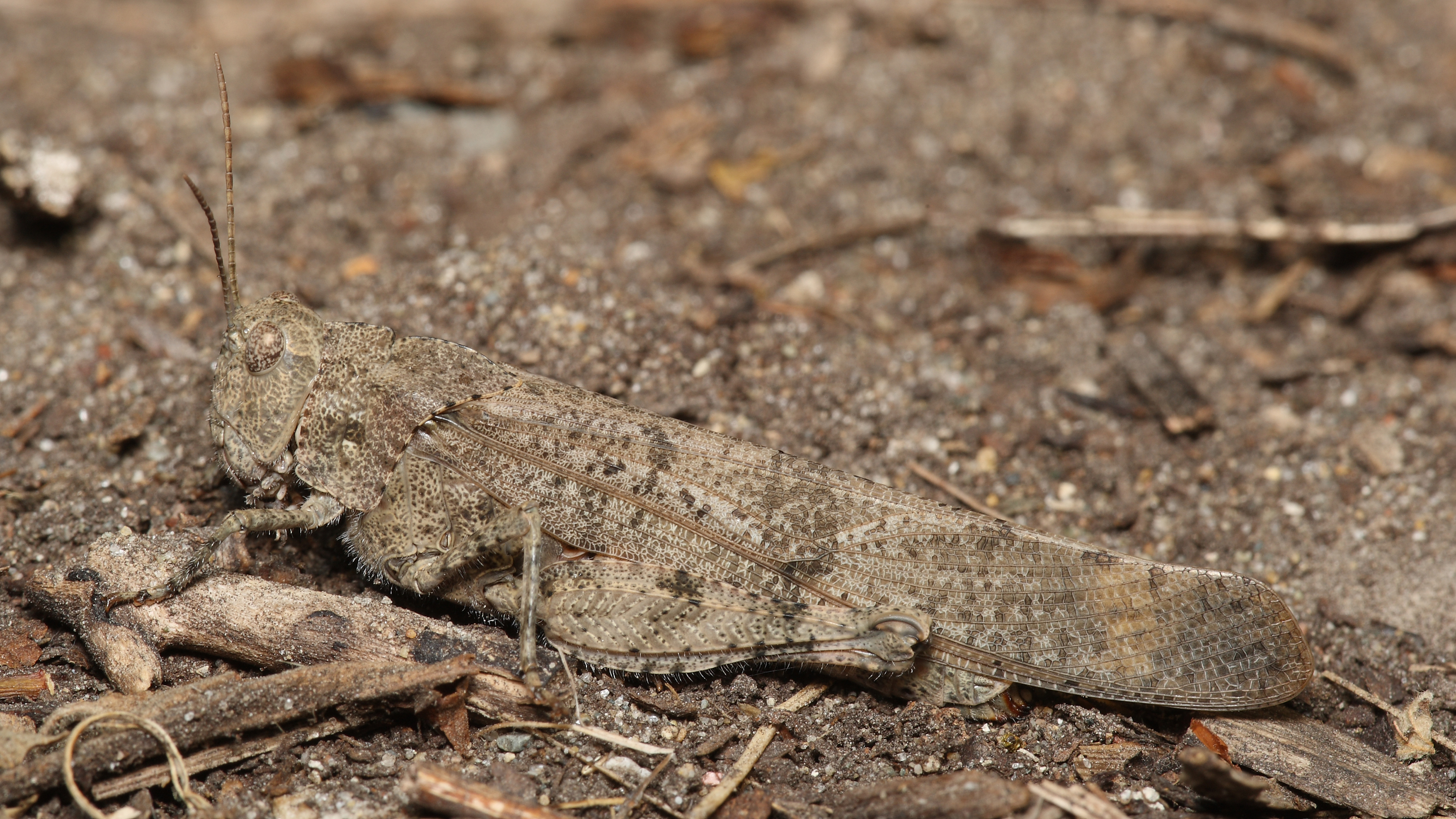
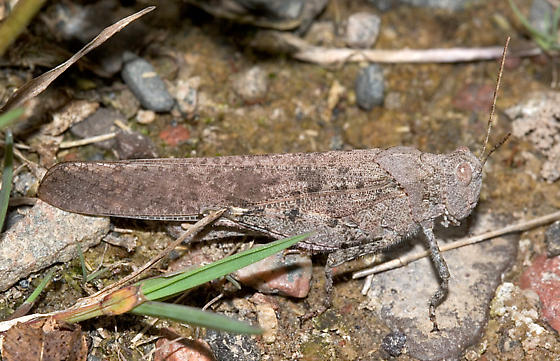
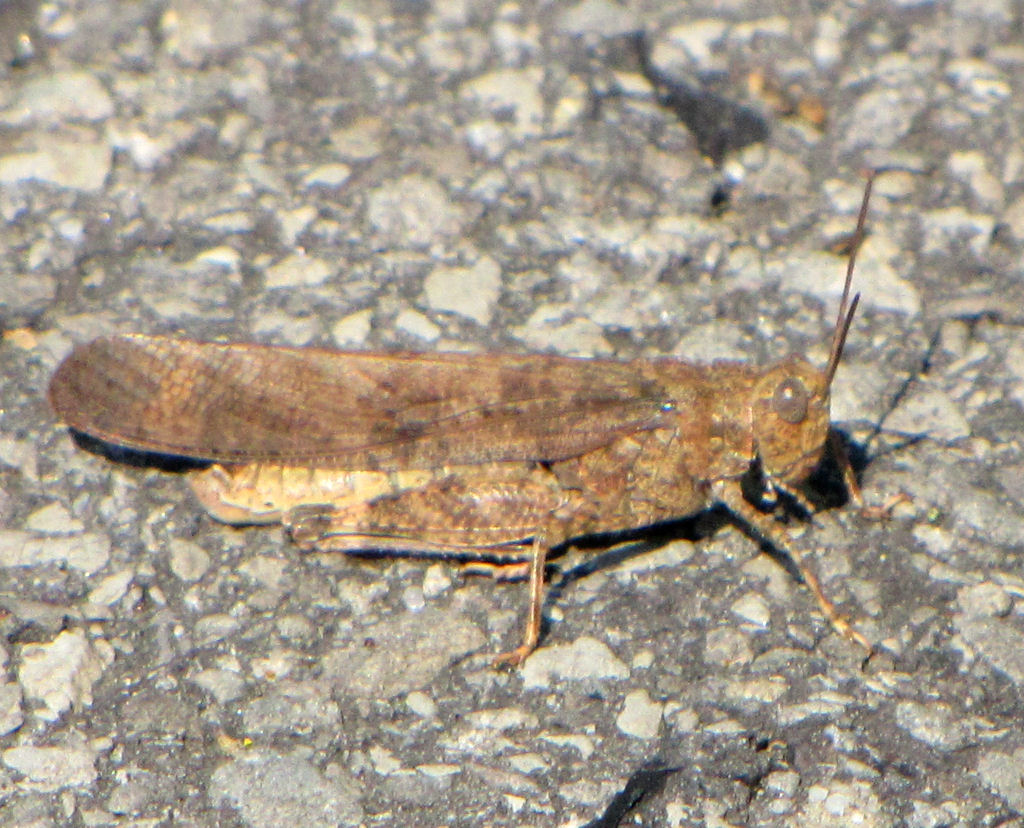
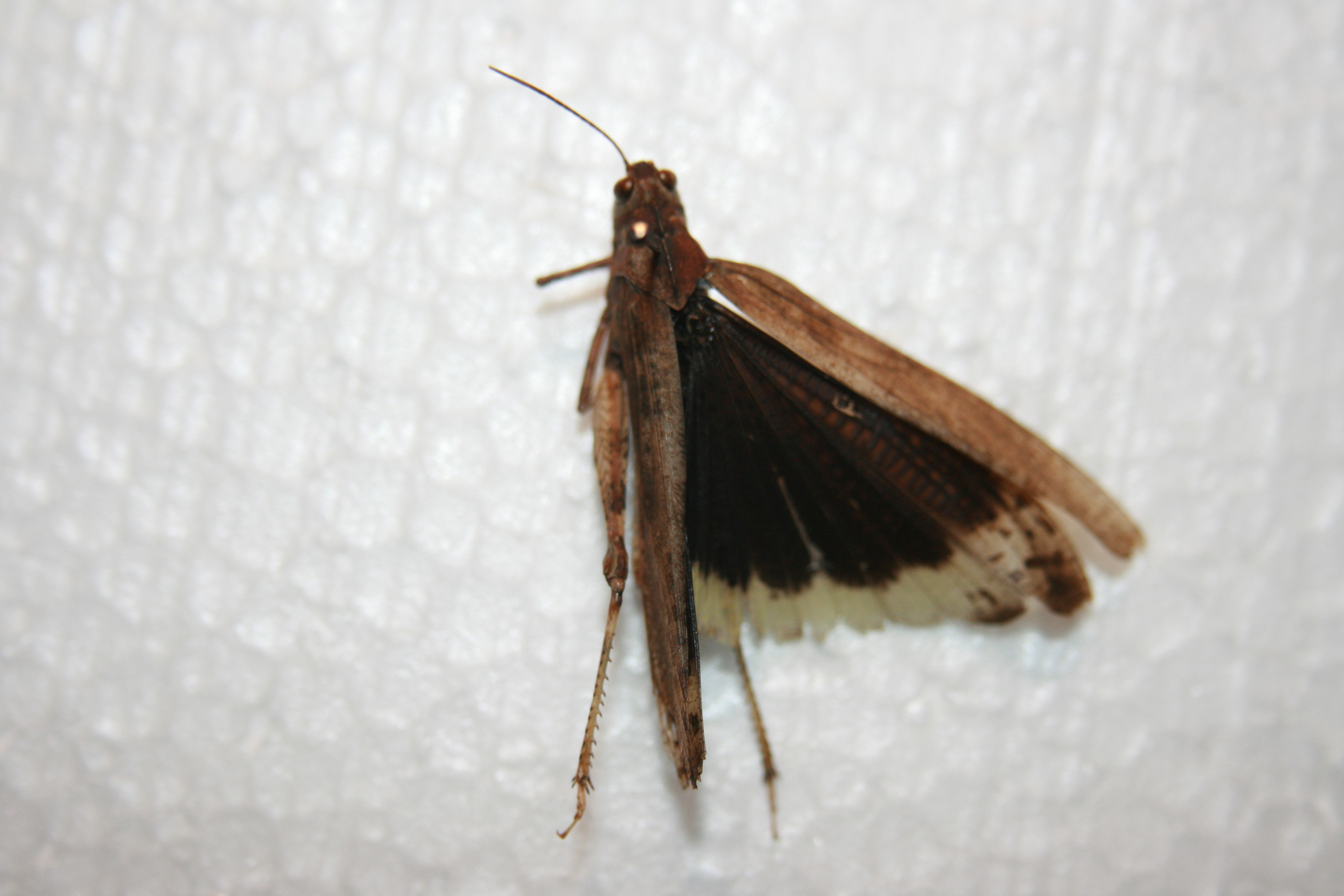
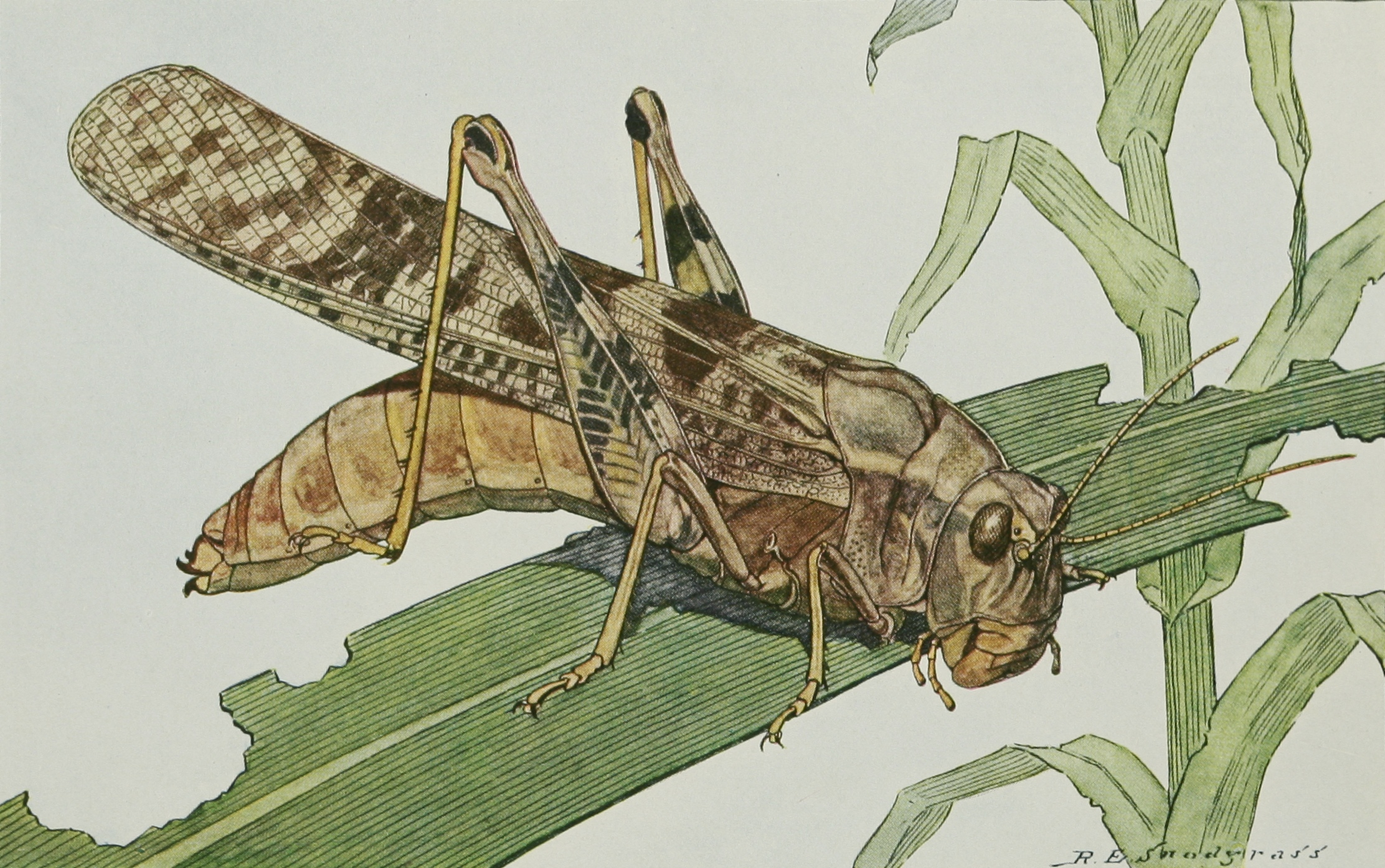
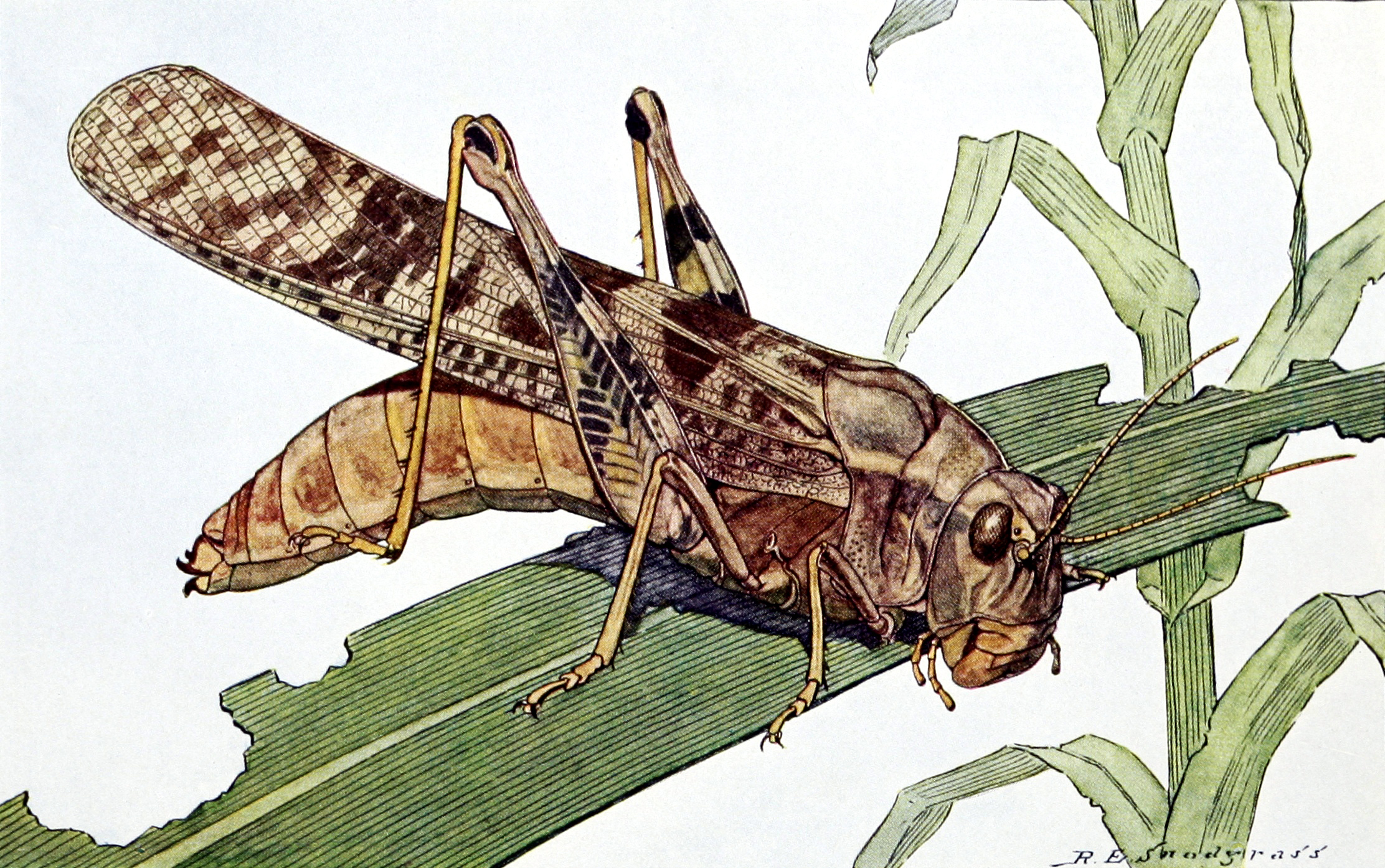